# Ragnar Ache
Ragnar Prince Friedel Ache (* 28. Juli 1998 in Frankfurt am Main) ist ein deutscher Fußballspieler. Der Stürmer und ehemalige U21-Nationalspieler steht seit Juli 2025 beim Bundesligisten 1. FC Köln unter Vertrag.

## Karriere

### Vereine
Ache wurde in Frankfurt am Main als Sohn einer ghanaischen Mutter und eines deutschen Vaters geboren. Mit dem Fußballspielen begann er bei der SpVgg 03 Neu-Isenburg. Im Jahr 2009 zog er als Elfjähriger mit seiner Familie wegen seines Stiefvaters Jaap Sneep, ehemaliger Teammanager von Sparta Rotterdam, in die Niederlande. Dort meldete er sich dann bei RV & AV Sparta, einem Jugendverein der Rotterdamer, an. Ein Jahr später wechselte er in die Nachwuchsabteilung des Mutterteams. Dort spielte er in verschiedenen Juniorenmannschaften. Ab Dezember 2015 kam er für die U19 zum Einsatz und machte in der Saison 2015/16 mit zehn Toren in zehn Ligaspielen auf sich aufmerksam.

### Sparta Rotterdam
Am 29. April 2016 unterzeichnete er seinen ersten Profivertrag bei Sparta. Zur Saison 2016/17 wurde er schließlich in den Kader Jong Spartas, der Reservemannschaft, befördert, spielte aber auch noch für die U19. Sein Debüt in der drittklassigen Tweede Divisie gab er am 20. August 2016 (2. Spieltag) beim 2:2 im Spiel gegen den SV TEC aus Tiel. Er wurde in der 66. Spielminute eingewechselt und erzielte einen Treffer. In der U23 traf er in dieser Spielzeit in 17 Ligaspielen siebenmal und bereitete sechs weitere Treffer vor. Für die U19 erzielte er in acht Spielen acht Tore. Der Trainer der ersten Mannschaft Alex Pastoor berief Ache für die letzten Spiele der Spielzeit in den Kader der Profis. Am 4. April 2017 (29. Spieltag) gab er sein Debüt in der Eredivisie. Dieser Einsatz blieb sein Einziger in dieser Saison.
In der folgenden Saison 2017/18 wurde Ache in die erste Mannschaft befördert und regelmäßig als Einwechselspieler eingesetzt. Am 25. August 2017 (3. Spieltag) wurde er im Ligaspiel gegen den NAC Breda beim Stand von 0:2 in der 52. Spielminute eingewechselt und rettete Sparta mit zwei erzielten Toren den Punkt. Anschließend startete er in einigen Spielen, erzielte aber kein Tor. Nach der Entlassung Pastoors setzte ihn dessen Nachfolger Dolf Roks weniger ein; Ache wurde zum Saisonende wieder in die Reservemannschaft abgegeben. In dieser Spielzeit bestritt er 19 Ligaspiele für die erste Mannschaft, in denen er zwei Treffer erzielte. Sparta musste nach verlorener Relegation den Gang in die zweitklassige Eerste Divisie antreten. Für die U23 machte er in 14 Einsätzen drei Treffer und bereitete genauso viele Tore vor.
Aufgrund einer Verletzung verpasste Ache die komplette Hinrunde der nächsten Saison 2018/19. Im Dezember 2018 kehrte er bei der U23 auf das Spielfeld zurück und kam in der ersten Mannschaft im Februar 2019 zu zwei Kurzeinsätzen. Im März meldete er sich mit vier Toren und einer Vorlage in drei Spielen erfolgreich zurück. Höhepunkt waren dabei zwei Tore und eine Vorlage beim 5:1-Auswärtssieg gegen die U23-Mannschaft des FC Utrecht am 29. März (31. Spieltag). Sparta erreichte in der Liga den zweiten Platz und qualifizierte sich damit für die Play-offs, in deren Halbfinale man auf TOP Oss traf. Im Hinspiel steuerte Ache nach seiner Einwechslung in der Schlussphase eine Vorlage zum 2:0-Auswärtssieg bei. Im Rückspiel wurde er erneut eingewechselt und erzielte beim 3:0-Sieg innerhalb von zwei Minuten zwei Tore, womit er den Aufstieg Spartas ins Endspiel klar machte. Beim 2:0-Finalsieg gegen BV De Graafschap startete er, blieb aber ohne Torbeteiligung. In der Saison 2019/20 gelangen Ache in 19 Ligaspielen 5 Tore und 3 Vorlagen.

### Eintracht Frankfurt
Zur Spielzeit 2020/21 kehrte Ache in seine Geburtsstadt zurück und wechselte zum Bundesligisten Eintracht Frankfurt. Dort unterschrieb er Anfang Januar 2020 einen bis zum 30. Juni 2025 gültigen Vertrag. In seiner ersten Saison musste er aufgrund einer Oberschenkelverletzung mehrere Monate pausieren und kam so unter Adi Hütter nur zu 7 Einwechslungen in der Liga. Im letzten Saisonspiel gegen den SC Freiburg gelang ihm am 22. Mai 2021 sein erster Bundesligatreffer zum 3:1-Endstand. Auch in der Spielzeit 2021/22 kam der Stürmer unter Frankfurts neuem Trainer Oliver Glasner nicht über die Rolle des Ersatzspielers heraus. Im direkten Konkurrenzkampf mit Gonçalo Paciência und Sam Lammers hinter der gesetzten, einzigen echten Spitze Rafael Borré im Frankfurter Spielsystem absolvierte Ache in der Saison 13 Bundesligaspiele ohne Torerfolg und stand davon lediglich einmal in der Startelf. Darüber hinaus kam er auch jeweils als Joker dreimal in der K.o.-Runde der Europa League zum Einsatz, die er mit seiner Mannschaft nach einem Finalsieg gegen die Glasgow Rangers am 18. Mai 2022 gewann.

### SpVgg Greuther Fürth
Zur Saison 2022/23 wurde der Stürmer für ein Jahr an den Zweitligisten SpVgg Greuther Fürth verliehen.

### 1. FC Kaiserslautern
Im Sommer 2023 wechselte er zum 1. FC Kaiserslautern. Für diesen erzielte er in der 2. Ligasaison 2023/24 trotz einiger Verletzungspausen in 26 Spielen 16 Tore, außerdem erreichte er mit dem FCK das DFB-Pokalfinale, welches allerdings mit 0:1 gegen den deutschen Meister Bayer 04 Leverkusen verloren ging. In der Saison 2024/25 war er mit 18 Toren in 30 Spielen ähnlich erfolgreich.

### 1. FC Köln
Zur Saison 2025/26 wechselte Ache zum 1. FC Köln und unterschrieb einen Vertrag bis 2029.

### Nationalmannschaft
Für das EM-Qualifikationsspiel gegen die U21-Nationalmannschaft Belgiens wurde der Angreifer Anfang November 2019 von U21-Bundestrainer Stefan Kuntz für die deutsche U21-Nationalmannschaft und damit erstmals für eine DFB-Auswahlmannschaft nominiert. Bei seinem Debüt in dieser Begegnung wurde er für Janni Serra in der 79. Minute eingewechselt.
Anfang Juli 2021 wurde Ache von Kuntz für den Kader der deutschen Olympiaauswahl für das Fußballturnier der Olympischen Sommerspiele 2021 nachnominiert. Er kam in allen drei Gruppenspielen zum Einsatz, konnte jedoch trotz zweier Treffer das Ausscheiden seiner Mannschaft nicht verhindern.

## Erfolge
Sparta Rotterdam
- Aufstieg in die Eredivisie: 2019

Eintracht Frankfurt
- Europa-League-Sieger: 2022

1. FC Kaiserslautern
- DFB-Pokalfinale 2024